# Mollen
De mollen (Talpidae) vormen een familie van zoogdieren uit de orde der insecteneters (Eulipotyphla). Er bestaan 65 soorten, verdeeld in de onderfamilies Talpinae, Scalopinae en de Uropsilinae. Mollen komen voor in Azië, Europa en Noord-Amerika.

## Leefwijze
Deze bekende, veelal zwarte, graafdiertjes leven van bodeminsecten, larven en regenwormen.

## Verspreiding en leefgebied
Desmans komen voor in Noord-Spanje en Noord-Portugal (Pyrenese desman, Galemys pyrenaicus) en in het Wolgagebied in Rusland (Russische desman, Desmana moschata). Echte spitsmuismollen (Uropsilus) komen voor in het zuidwesten van China en Noord-Myanmar. De andere spitsmuismollen komen voor in Noord-Amerika (Neurotrichus), Japan (Urotrichus) en in Myanmar en Zuidwest-China (Scaptonyx). De andere geslachten van de mollen komen veelal ook in Zuidoost-Azië voor, met uitzondering van Scapanus, Scalopus en Condylura uit Noord-Amerika en Talpa uit Europa en de rest van Azië.
Op andere continenten komen diersoorten voor die qua uiterlijk en leefstijl erg op mollen lijken, maar niet verwant zijn: de Afrikaanse goudmollen en de Australische buidelmollen.

## Afsplitsing
Ongeveer 54 miljoen jaar geleden, in het Eoceen, splitsten de Talpidae zich af van de overige Eulipotyphla.

## Indeling
De mollen worden onderverdeeld in de onderfamilies en geslachten:
- Onderfamilie Scalopinae
  - Geslacht Alpiscaptulus
  - Geslacht Condylura
  - Geslacht Parascalops
  - Geslacht Scalopus
  - Geslacht Scapanulus
  - Geslacht Scapanus
- Onderfamilie Talpinae
  - Geslachtengroep Desmanini (Desmans)
    - Geslacht Desmana
    - Geslacht Galemys

  - Geslachtengroep Neurotrichini
    - Geslacht Neurotrichus

  - Geslachtengroep Scaptonychini
    - Geslacht Scaptonyx

  - Geslachtengroep Talpini
    - Geslacht Euroscaptor
    - Geslacht Mogera
    - Geslacht Oreoscaptor
    - Geslacht Parascaptor
    - Geslacht Scaptochirus
    - Geslacht Talpa

  - Geslachtengroep Urotrichini
    - Geslacht Dymecodon
    - Geslacht Urotrichus
- Onderfamilie Uropsilinae
  - Geslacht Uropsilus